# Tim Peters (Musiker)

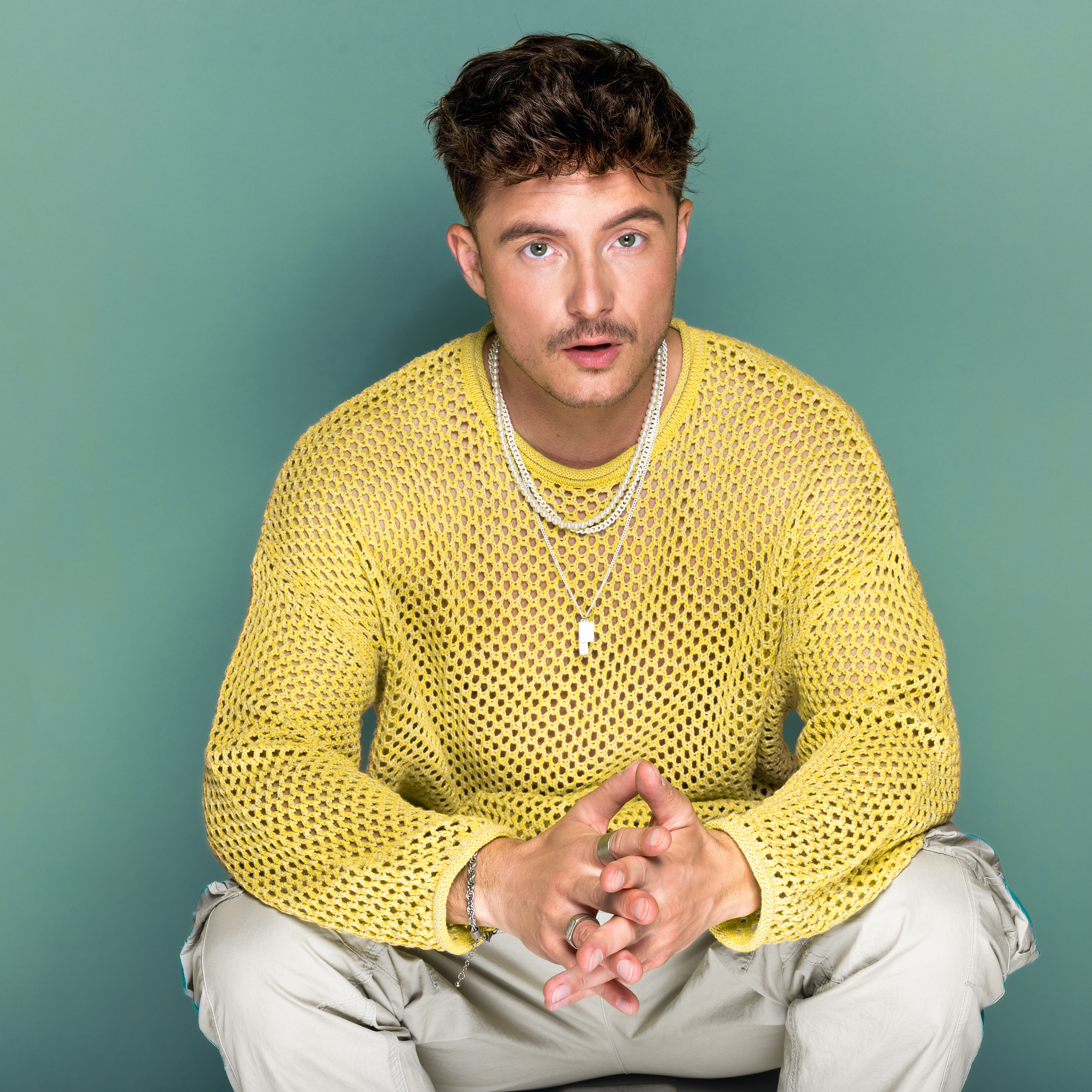
Tim Peters (2024)

Tim Peters (* 6. August 1990 in Dortmund) ist ein deutscher Schlagersänger, Songwriter und Musikproduzent.

## Leben
Tim Peters wuchs in einer Dortmunder Musikerfamilie auf. Sein Vater war Gitarrist und arbeitete unter anderem mit Roy Black und Daliah Lavi. Bereits als Kind trat Peters in Fernsehshows wie der Harald Schmidt Show auf.
Während seiner Schulzeit richtete Peters sein erstes Heimstudio ein, produzierte eigene Titel und Playbacks für lokale Projekte und Schülerbands. Nach dem Abitur studierte er Medienmanagement und arbeitete ein Jahr lang in einem Tonstudio im New Yorker Stadtteil Chelsea.
Zurück in Deutschland schrieb und produzierte er unter anderem für Helene Fischer, Matthias Reim, Roland Kaiser, Howard Carpendale, Florian Silbereisen, DJ Ötzi und Michelle.
Seit 2019 tritt Peters auch als Solist auf. Er veröffentlichte Titel wie Girl aus’m Pott, So wie Du, Krass verliebt oder Kopf an Kopf.

## Karriere
„Tim Peters ist der Mann, dem die Schlagerstars vertrauen – ob Helene Fischer, Howard Carpendale oder DJ Ötzi. Sie alle vertrauen auf sein Gespür für Hits.“ So beschreibt ihn BR Schlager in einem Porträt. Als Produzent und Songschreiber erhielt Peters bereits mehrere Goldene Schallplatten, die in seinem Studio in Düsseldorf hängen.
Tim Peters begann seine Laufbahn als Songwriter und Produzent. Er arbeitete für einige der größten und bekanntesten Schlagersängerinnen und -sänger im deutschsprachigen Raum.
Mit dem Titel Nicht verdient (gesungen von Michelle & Matthias Reim) erreichte Peters Platz 1 der Konservativ Pop Airplaycharts. 2024 schrieb er außerdem das TV-Duett von Florian Silbereisen & Barbara Schöneberger zur Verleihung der Goldenen Henne an Roland Kaiser.
Seit dem Beginn seiner Solokarriere als Sänger steht Peters für sein eigenes Projekt bei Universal Music unter Vertrag.

## Erfolge in den Airplaycharts
Tim Peters war als Songwriter oder Produzent an mehreren Titeln beteiligt, die Platz 1 der Konservativ Pop Airplaycharts erreichten. Dazu zählen unter anderem:
- Eiskalt – Matthias Reim[23]
- Nicht verdient – Michelle & Matthias Reim[21]
- Mein Geheimnis – Roland Kaiser[24]
- Sommernachtsgefühle – Florian Silbereisen[25]
- Warum tanzt du so allein? – Howard Carpendale[26]
- Ich will, dass du glücklich bist – Patrick Lindner[27]

## Tourneen
- 2024: Krass! – Die Tour 2024 (erste eigene Clubtour mit vier Terminen in Hamburg, Berlin, München und Bochum; Tourfinale in Bochum)[28]
- 2025: Verboten Heiß – Die Tour 2025 (zweite eigene Tour mit sechs Terminen in München, Leipzig, Dresden, Berlin, Hamburg und Bochum; erneut Tourfinale in Bochum)[29]
- seit 2025: Teilnahme an der Arena-Tournee Schlagernacht des Jahres von Semmel Concerts[30]

## Medienpräsenz
Peters trat in vielen Schlagersendungen im deutschsprachigen Fernsehen auf – unter anderem in mehreren Ausgaben der Feste-Shows mit Florian Silbereisen, wie dem Schlagerboom und der Schlagerstrandparty.
Er war außerdem zu sehen in:
- Die Giovanni Zarrella Show
- Die Beatrice Egli Show
- ZDF-Fernsehgarten
- Immer wieder sonntags
- Brisant
- Schlager des Monats
- Unter uns (Cameo-Auftritt, RTL, 2021)

## Diskografie

### Alben
- 2024: Krass![31]

### Singles (Auswahl)
- 2019: Girl aus’m Pott
- 2020: So wie Du
- 2021: Was du Liebe nennst
- 2022: Auf die nächsten 30 Jahre, Von der Ruhr bis nach Amerika
- 2023: Ich kann küssen
- 2024: Krass verliebt, Kopf an Kopf, Tu doch nicht so, Sterne egal, Shuffeln, Bock, dass du mein Herz brichst

## Auszeichnungen
Peters wurde als Songwriter und Produzent mehrfach mit Gold und Platin ausgezeichnet:
- Helene Fischer – Null auf 100 (Gold)[32]
- Michelle & Matthias Reim – Nicht verdient (Gold)[21]
- Matthias Reim – MR20 (Album, Gold)[33]
- Florian Silbereisen & Thomas Anders – Das Album (Gold)[34]
- Eloy de Jong – Kopf aus, Herz an (Gold & Platin)[35]

Diese Auszeichnungen erhielt er jeweils als Komponist und Produzent.